# Clusia aemygdioi
Clusia aemygdioi là một loài thực vật có hoa trong họ Bứa. Loài này được Gomes da Silva & B.Weinberg mô tả khoa học đầu tiên năm 1985.